# سوفی تسداکا
سوفی تسداکا (عبری: סופי צדקה‎؛ زادهٔ ۲۶ اکتبر ۱۹۷۵) بازیگر، مجری تلویزیون، خواننده، بازیگر تئاتر، و صدا پیشه اهل اسرائیل است.